# Nagoya Oceans
Nagoya Oceans (名古屋オーシャンズ) là câu lạc bộ bóng đá trong nhà chuyên nghiệp của Nhật Bản, hiện đang chơi tại giải F.League. Đội bóng đặt trụ sở tại thành phố Nagoya, tỉnh Aichi, Nhật Bản. Sân nhà của câu lạc bộ là Takeda Teva Ocean Arena.

## Kết quả theo mùa giải

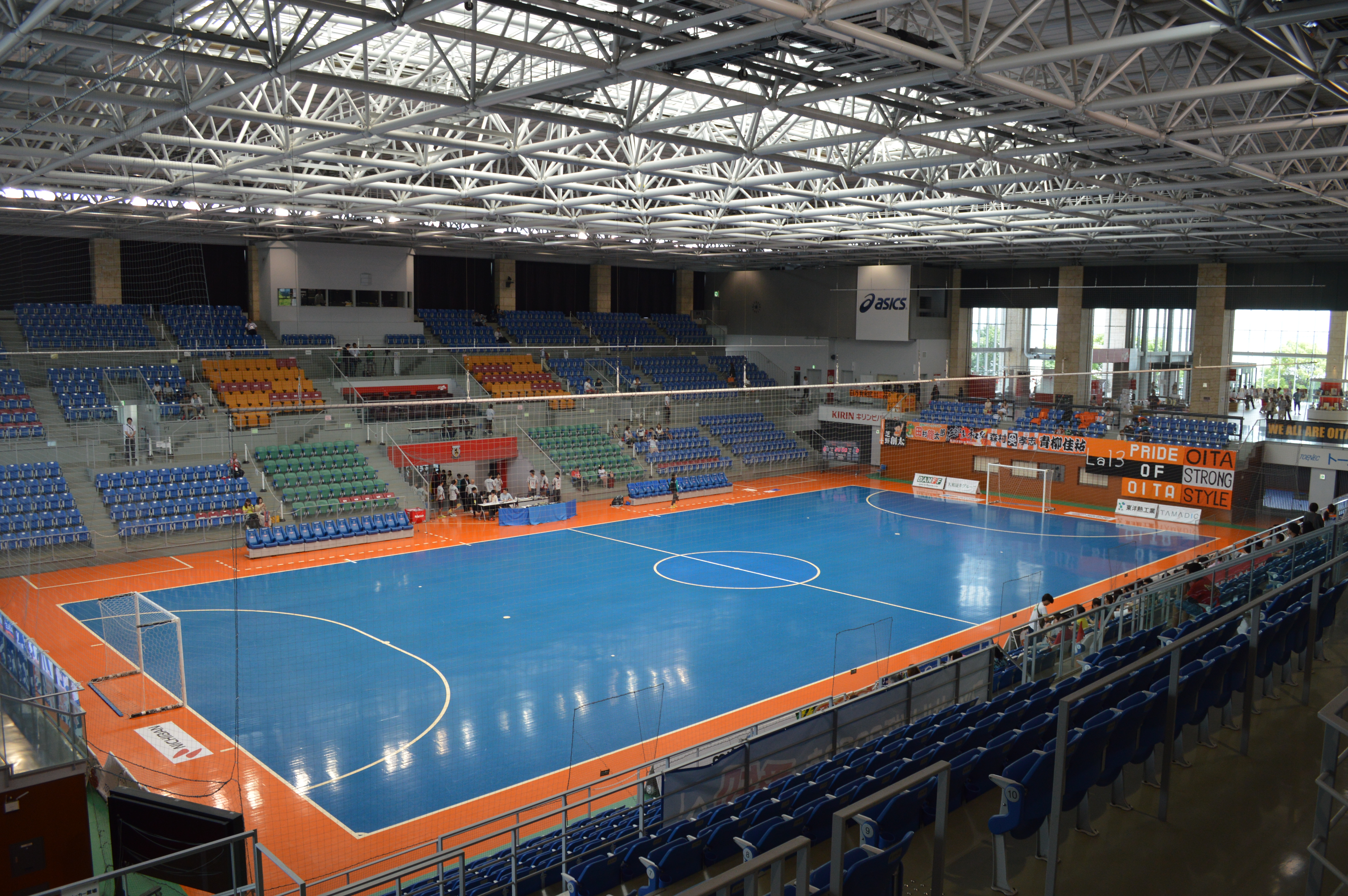
Takeda Teva Ocean Arena

| Mùa giải | Giải đấu   | Vị trí Giai đoạn | Giải vô địch bóng đá trong nhà các câu lạc bộ châu Á |
| -------- | ---------- | ---------------- | ---------------------------------------------------- |
| 2007-08  | F.League   | 1st              |                                                      |
| 2008-09  | F.League   | 1st              |                                                      |
| 2009-10  | F.League   | 1st              |                                                      |
| 2010-11  | F.League   | 1st              | Hạng 3                                               |
| 2011-12  | F.League   | 1st              | Vô địch                                              |
| 2012-13  | F.League   | 1st / Vô địch    | Hạng 3                                               |
| 2013-14  | F.League   | 1st / Vô địch    | Hạng 3                                               |
| 2014-15  | F.League   | 1st / Vô địch    | Vô địch                                              |
| 2015-16  | F.League   | 1st / Vô địch    | Tứ kết                                               |
| 2016-17  | F.League   | 2nd / Chung kết  | Vô địch                                              |
| 2017-18  | F.League   | 1st / Vô địch    |                                                      |
| 2018-19  | F1. League | 1st / Vô địch    | Tứ kết                                               |
| 2019-20  | F1. League |                  | Vô địch                                              |

## Nhà tài trợ
Nhà tài trợ kỹ thuật (áo đấu)
- 2007–2008 Topper
- 2009-oggi Asics, Mikasa, Kirin

nhà tài trợ chính thức 
- 2007-oggi Taiyo Yakuhin Co. Ltd.
- 2007-oggi Kajima Corporation
- 2010-oggi Toho Gas
- 2011–2013 Emirates
- 2011-oggi Kajima Corporation, Teva Pharma Japan Inc., Asiana Airlines.

## Trophies
- Giải vô địch bóng đá trong nhà các câu lạc bộ châu Á: 4
  - Vô địch: 2011, 2014, 2016, 2019
- F.League: 11
  - Vô địch: 2007–08, 2008–09, 2009–10, 2010–11, 2011–12, 2012–13, 2013–14, 2014–15, 2015–16, 2017–18, 2018-19
- All Japan Futsal Championship: 6
  - Vô địch: 2007, 2013, 2014, 2015, 2018, 2019
- F.League Ocean Cup: 8
  - Vô địch: 2010, 2011, 2012, 2013, 2014, 2017, 2018, 2019

## Cầu thủ

### Đội hình hiện tại
Ghi chú: Quốc kỳ chỉ đội tuyển quốc gia được xác định rõ trong điều lệ tư cách FIFA. Các cầu thủ có thể giữ hơn một quốc tịch ngoài FIFA.
| Số | VT | Quốc gia | Cầu thủ                  |
| -- | -- | -------- | ------------------------ |
| 3  |    | Nhật Bản | Wataru Kitahara          |
| 4  |    | Nhật Bản | Rafael Sakai             |
| 5  |    | Nhật Bản | Ryuta Hoshi              |
| 8  |    | Nhật Bản | Hidekazu Shirakata       |
| 9  |    | Nhật Bản | Kaoru Morioka            |
| 10 |    | Brasil   | Ximbinha                 |
| 12 |    | Nhật Bản | Matias Hernan Mayedonchi |

| Số | VT | Quốc gia | Cầu thủ          |
| -- | -- | -------- | ---------------- |
| 13 |    | Nhật Bản | Tomoaki Watanabe |
| 15 |    | Nhật Bản | Tomoki Yoshikawa |
| 17 |    | Nhật Bản | Kiyoto Yagi      |
| 18 |    | Nhật Bản | Hiroki Urakami   |
| 19 | TM | Nhật Bản | Ryuma Shinoda    |

### Cựu cầu thủ
- Marquinho
- Rafael Henmi
- Kenichiro Kogure
- Ricardinho
- Ricardo Higa